# Katholieke Universiteit Leuven Campus Antwerpen Sint-Jacob
Campus Sint-Jacob is een universiteitscampus van de KU Leuven in Antwerpen. Het gebouw werd gebruikt vanaf 2019 en op 11 mei 2022 officieel ingehuldigd. De campus is gelegen in het centrum van de stad, aan de Sint-Jacobsmarkt 49-51. De campus biedt onderdak aan de Antwerpse opleidingen van de Faculteit Letteren van de KU Leuven. De Campus Antwerpen van de KULeuven (met onder andere de tolkcabines van de opleiding toegepaste taalkunde van de Faculteit Letteren) heeft sinds 2024 ook een extra gebouw, de Campus Opera in het voormalige Provinciaal Veiligheidsinstituut in de Jezusstraat.

## Opleidingen
In de bachelor toegepaste taalkunde kunnen studenten kiezen uit Frans, Duits of Engels in combinatie met Nederlands en een extra vreemde taal (Italiaans, Spaans, Arabisch, Pools, Russisch of Vlaamse Gebarentaal) of voor Frans, Duits of Engels in combinatie met Nederlands en de optie bedrijfseconomie. De onderstaande tabel geeft een overzicht van de opleidingen die door de Faculteit Letteren van de KU Leuven worden aangeboden op de campus Sint-Jacob in Antwerpen:
| Bacheloropleidingen                   | Masteropleidingen | Andere opleidingen                                                                       |
| ------------------------------------- | --- | ---------------------------------------------------------------------------------------- |
| Faculteit Letteren Campus Antwerpen   | |                                                                                          |
| - Bachelor in de toegepaste taalkunde | - Master in het Vertalen - Master in het Tolken - Master in de Meertalige Communicatie - Verkorte educatieve Master in de talen | - Opleiding Gerechtsvertalen en gerechtstolken - Postgraduaat tolken Vlaamse Gebarentaal |